# Лукрино
Лукрино (лат. Lucrinus Lacus, итал. Lago di Lucrino) — небольшое озеро в регионе Кампания на юге Италии, в коммуне Поццуоли.

## Описание
Озеро длиной до 550 м и шириной до 150 м отделено от моря (от залива Поццуоли) узкой полосой земли. К северу от Лукринского озера находится Авернское озеро.
Лукринское озеро находится на территории вулканического района Флегрейские поля, в кальдере древнего супервулкана. Геологические события, так же, как и активная человеческая деятельность, неоднократно изменяли очертания и размеры озера. Современное озеро в несколько раз меньше того водоёма, который был известен под этим названием в античности.

## История
В древности озеро было знаменито своими устричными отмелями. Согласно Плинию Старшему, предприниматель и инженер II—I вв. до н. э. Сергий Ората был первым римлянином, кто занялся разведением устриц; он же объявил, что устрицы из Лукринского озера самые вкусные, что стало всеобщим римским убеждением.
По перешейку, отделявшему озеро от моря, проходила соединявшая Путеолы с Байями древняя Геркуланская дорога, строительство которой традиционно приписывалось Гераклу.
В окрестностях озера располагались термальные курорты и многочисленные виллы римской знати. В частности, на восточном берегу озера находилась вилла Цицерона. Лукринское озеро неоднократно упоминается в его переписке, а также в произведениях Вергилия, Ювенала, Марциала, Петрония.
В 37 году до н. э., во время подготовки Гая Юлия Цезаря Октавиана к решающему сражению с Секстом Помпеем, консул Агриппа превратил Лукринское озеро в гавань, прорыв канал в перешейке. Одновременно Лукринское озеро было соединено каналом с находящимся севернее Авернским озером. В образовавшейся гавани скрытно строился и тренировался римский флот. В результате гавань стала первым морским портом Древнего Рима — Портом Юлия (Portus Iulius). Впрочем, этот порт использовался недолго, не более двух десятилетий. Морская база флота переместилась в соседний Мизен, а в Лукринском озере был восстановлен устричный промысел.
В Средневековье, к X веку, в результате характерных для Флегрейских полей колебаний уровня поверхности (брадисейсм) остатки римского порта и плотины, отделявшей озеро от моря, погрузились под воду, и оба озера, Лукринское и Авернское, стали частью залива Поццуоли.
Позднее, благодаря произошедшему в XVI веке подъёму поверхности примерно на 20 м, Лукринское озеро вновь обособилось, хотя и в меньшем размере. Одним из факторов, сокративших площадь озера, стало появление в 1538 году вулканического конуса Монте-Нуово.
Остатки мола Порта Юлия, который когда-то служил южной границей Лукринского озера, ныне находятся в заливе Поццуоли близ берега на глубине 2—5 метров.